# Великий Ригель
Великий Ригель (словен. Veliki Rigelj) — поселення в общині Доленьське Топлице, регіон Південно-Східна Словенія, Словенія. Висота над рівнем моря: 301,5 м.